# Debi Nova
Deborah Nowalski Kader, meglio nota come Debi Nova (San José, 6 agosto 1980), è una cantante e cantautrice costaricana.
Nel 2010 pubblica Luna Nueva, distribuito da Decca e Surco Records (entrambi sussidiarie della Universal Records), e l'album raggiunge il ventiduesimo posto nella classifica statunitense degli album Heatseekers. Seguono Soy (2014) e Gran Ciudad (2017), quest'ultimo distribuito dalla Sony Music.
Nel 2016 ha vinto la versione colombiano di Dancing with the Stars.

## Discografia
Album in studio
- 2010 - Luna Nueva
- 2014 - Soy
- 2017 - Gran Ciudad